# ボール州立大学
ボール州立大学（ボールしゅうりつだいがく、英: Ball State University、頭字語：BSU）は、アメリカ合衆国インディアナ州マンシーに本拠地を置く公立の研究大学である。
本学は本校舎のほかインディアナ州のインディアナポリスとフォートウェイン、フィッシャーズに3つのセンターを置く。大学は学術カレッジ制を採用し、7部門で構成される。2023年現在、在校生は合計2万400人前後で、内訳は学部学生が1万5千人足らず、大学院生と博士課程学生は5500人ほどである。本学の学部課程で主専攻およそ120、副専攻130から選ぶことができ、修士と博士課程、修了証明課程と専門学位を合計すると100件超である。
マンシー市にはかつて教員養成学校が置かれ、地元企業ボール社を経営するボール兄弟らはその廃校舎と敷地を1917年に買い取ると、校地と建物をインディアナ州に申し入れて寄贈したとき、本学の沿革は始まる。インディアナ州議会は同年春に受贈し、同年6月17日にインディアナ州立教員養成学校 – 東部管轄として新入生235名の入学を認めた。今日ではアメリカ合衆国の大学規定により「R2：博士課程大学 – 研究活動が活発」という分類に入る。
本学のスポーツチームはボールステート・カーディナルスと愛称され、NCAAのディビジョンIで競技し、ミッドアメリカン・カンファレンスに加盟している。また本学はMACの一員であり、選手たちはフットボール・ボウル支部（FBS）に出場する。本学のバレーボール部はMIVAに加盟している。
本学の卒業生には、広島東洋カープやオリックス・バファローズに所属していたブライアン・バリントン（1980年生まれ）に加えて、2020年東京オリンピックの女子ソフトボール競技で銅メダルを取ったカナダチームの外野手ジェン・ギルバート選手もいる（学部在学は2011-2014年）。
交換留学の提携をしているのは、東京学芸大学・愛知教育大学・札幌大学・国際教養大学などである。

## 沿革

### 大学の前身
本学の本校舎が占める場所は、1899年にインディアナ東部教員養成学校と称する私立大学が発足した地である。開学当時は唯一の建物に教室から図書室、学長宿舎まで収容した（現在のフランク・A・ブラッケン管理棟）。ピーク時には学生256名が在籍し、年間の授業料は10ドルであった。資金不足のため1901年の春学期（年度末）で閉校する。翌1902年にはフランシス・パーマー（Francis Palmer）というインディアナ州の引退した銀行家から基金と指定した10万ドルを受贈すると、学校はパーマー大学と改称して再開すると、続く3年にわたって運営された。
1905年から1907年にわたり、パーマーの名称を削ってインディアナ教員養成大学として存続した期間には、学部は教員を育てる教員養成課程と、応用科学課程の二つを置き、平均すると200名前後の学生が在籍した。やがて入学志望者が減り経営資金不足が募ると、学年暦の1906–1907年度末に閉校する。1912年、地元の投資家たちはマイケル・ケリー（Michael Kelly）という人物に先導されて再び大学の門を開き、「インディアナ教員養成施設」（Indiana Normal Institute）と名称を改めた。教材を更新し、廃屋と化した管理棟の修復に予算を確保し、大学の運営資金に充てるために校地と校舎を担保にマンシー信用会社でローンを組んだ。こうして最盛期には学生数806名を誇りながら借金の返済が滞ってしまい、1917年学年暦の年度末（6月）に貸主から差押の申請を受けると、閉校に追い込まれた。

### ボール兄弟と州教員大学（1917年–1960年）
担保に取られたインディアナ師範学校は1917年7月25日、管理棟と周囲の土地を3万5100ドルで地元企業ボール社の創業家ボール兄弟に買い取られた。ボール家はすでにボール記念病院とミネトリスタ庭園博物館も設けた素封家であり、叔父のジョージ・ハーベイ・ボールが設立したケウカ・カレッジも支援していた。翌1918年の初頭、インディアナ州議会の短い会期中に同校と土地の受贈が提議されると議会は承認し、マンシーの校地と校舎の運営管理をインディアナ州立師範学校の管理者テレホートに認可すると、正式名称は「インディアナ州立師範学校東部支部」となった。同年、マンシーにマリオン師範学校が転入すると、その資源を師範学校システムに組み込み、初代学長にウィリアム・W・パーソンズが就任すると第1期の学生235人を受け入れた。
ボール家と学校との密接な関係を知る多くの学生や教員、地元政治家は、同校の正式名称を避けて非公式の愛称「ボール州立大」と呼びはじめ、州議会は1922年の短い会期中に、この大学に継続的に貢献してきたボール家の功績をたたえて正式名称をボール教員大学に変える提議を採択する。州は並行して大学管理者テレホートとの関係も清算し、地元に組織されたマンシー校舎の理事会は2年後の1924年、学長職にリンネウス・N・ハインズの後任としてベンジャミン・J・バリスを雇い入れる。ボール兄弟は大学構内の整備費用の一部を出資して同年中に科学棟の建設に着手（現在の名称はバークハート・ビル）、その翌年にボール体育館が増築された。大学暦の1925年–1926年度の在籍者数は991人に達し、内訳は女性697人、男性294人であった。学校にはもう一つ、創設者一家の家業を暗喩する「フルーツ瓶詰め業」というあだ名があった。
マンシー校舎は州立教員養成大学システムにテレホート校舎と共に集約されており、州議会は1929年の通常立法会期中にボール社との緊密な関係をくんで名目上は両校を分離し、ボール州立大学の本校舎運営はインディアナ州立教員養成大学理事会の管轄とした（拠点はテレホート）。この措置を受けて本学はボール州立教員大学に改称、翌年の入学者数は女子生徒747人、男子生徒371人の合計1118人に増えた。

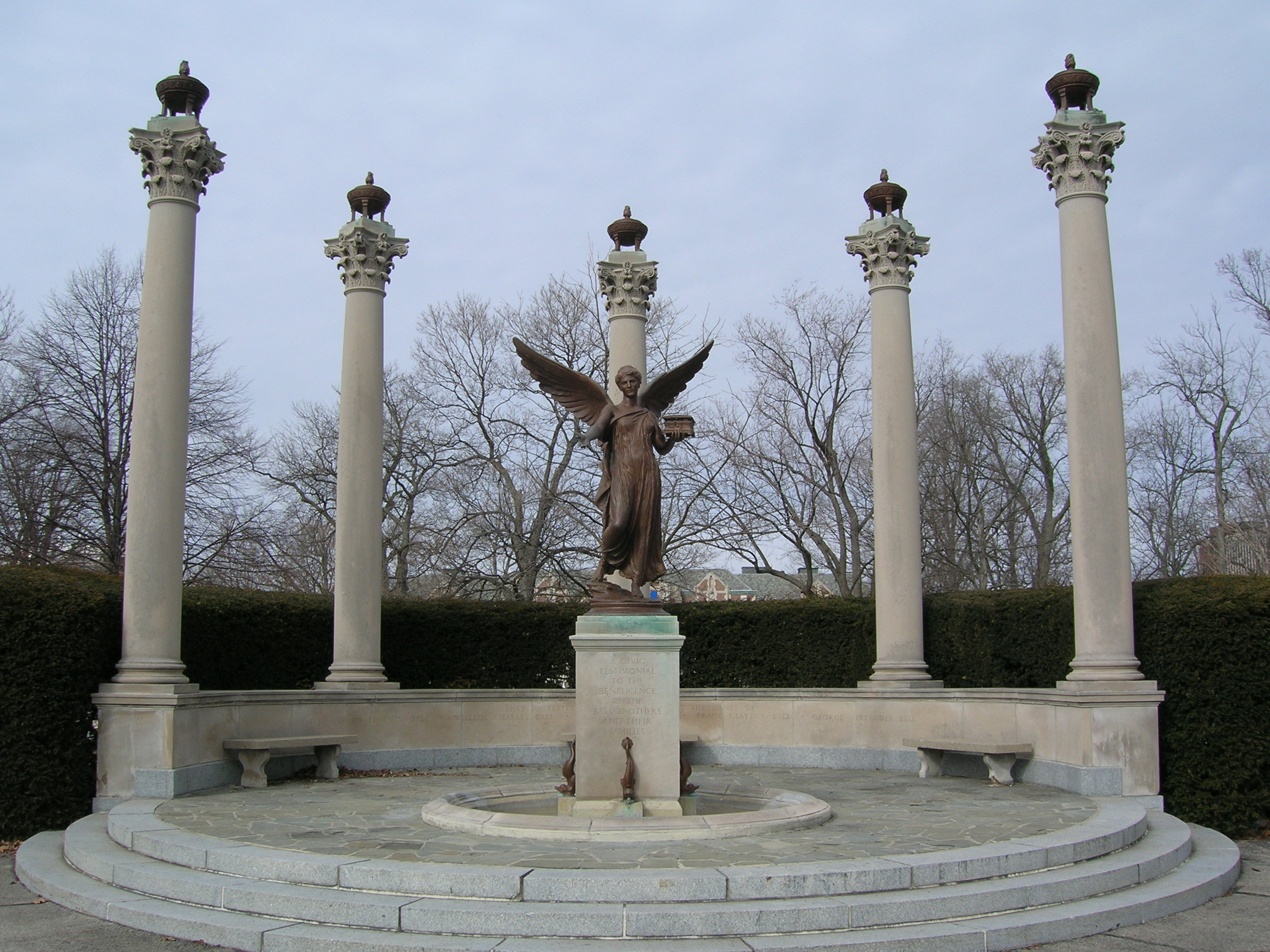
トリー通りの端に佇む「慈善活動」という名の寄付20周年記念像（詳細は英語版記事「Beneficence」を参照）

1935年には美術棟を増築し美術と音楽、ダンスの授業に使い始め、入学者数は1151人に微増（女性723人、男性428人）。マンシー商工会議所はボール家から続く多額の寄付を讃えようと、彫刻家ダニエル・チェスター・フレンチ（Daniel Chester French）に委嘱して、20年の節目を記念するブロンズ製の噴水と銅像の鋳造を発注した。今日、「慈善活動」と名付けられた像は本校舎の管理棟とルシーナ棟に挟まれ、目抜き通りのタリー通りとユニバーシティ通りのT字路に佇む。
やがて第二次世界大戦が勃発、本学にもアメリカ合衆国の諸大学と同様に影響が及ぶ。大戦中に本学のキャンパスに見られた劇的な変化の一つは1939年に開始した民間飛行士の訓練課程であり（Civilian Pilot Training program）、マンシー航空会社（Muncie Aviation Company）の指導のもと、学生や地元住民に操縦を教えるとあって、たちまち受講希望者が殺到する。入学希望者は1941年新学期に1588人のピークに達した。太平洋戦争にアメリカ合衆国が参戦すると、本学でも入学者数のうち男子学生が減った。そこで陸軍と提携した本学は2つの訓練課程をキャンパス内に導入して男子学生の大学進学を促し、入学すると飛行士として募兵できるように陸軍専門訓練課程（Army Specialized Training Program）と海軍V-1課程の訓練を受けられるようにしたのである。
本学の学生と教職員は、入隊以外にも戦争に協力した。英語学部のシェリー・デモット教授（Sherly DeMotte）の指導を受け、海外に駐留して任務に当たる在校生や卒業生ならびに教職員に手紙を書き、海外に駐留するアメリカ軍を支援した。1943年には、入隊した本学の学生から戦死者12人を数え、戦争士気委員会はその従軍を広く知らせようと、名誉戦死者名簿を献げ、戦中に従軍した本学関係者を全員、記載した。